# Cabo Kater

O Cabo Kater é um cabo circundado por rochas, marcando o lado oeste da entrada para a baía Charcot, no lado oeste da Terra de Graham, na Antártida. Esta costa foi delineada por uma expedição britânica de 1828-31, sob o comando de Foster, que deu o nome do Capitão Henry Kater a um cabo nesta região, um membro do comitê que planejou a expedição. Esta região foi mais amplamente mapeada pela Expedição Antártica Sueca, 1901–04, sob o comando de Nordenskjold, que deu o nome Cabo Gunnar a este cabo. O nome Kater perpetua a nomeação inicial.
 Este artigo incorpora material em domínio público  de United States Geological Survey   , documento "Cabo Kater" (conteúdo do Geographic Names Information System).